# Николай Фрауэнфельдский
Николай Фрауэнфельдский (нем. Nikolaus von Frauenfeld, до 1288—1344), также Николай из Кенцингена (Nikolaus von Kenzingen) — епископ Констанца, занимавший кафедру в период между 1334 и 1344 годами.
Его годы жизни выпали на время правления императора Людвига Баварского с характерной для этого периода борьбой за власть в Священной Римской империи, а также острого конфликта императора с папой римским, в которые епископ Николай был непосредственно вовлечён, как глава самой крупной по занимаемой территории немецкой епархии.
Николай Фрауэнфельдский был сыном рыцаря Якоба, состоявшего на службе у Габсбургов и занимавшего должности фогта Кибурга и гофмейстера во Фрауэнфельде.
Получив образование в Болонском университете (с 1305 года), он получил пребенда в Кенцингене, Виндише и в Пфине, и в 1311 году стал членом коллегиального капитула св. Петра в Эмбрахе. В 1312 году вошёл в состав домского капитула в Констанце, и в 1324 году стал пробстом Эмбраха.
В период между 1324 и 1330 годами Николай Фрауэнфельдский, сохранивший тесную связь с Габсбургами, служил посланником австрийских герцогов при папском дворе в Авиньоне, и был, кроме того, капелланом папы Иоанна XXII.
В 1331 году папа назначил его епископом Аугсбурга, однако он не смог утвердиться против поддерживаемого императором Ульриха фон Шёнэгга (нем. Ulrich von Schönegg).
Наконец, в начале апреля 1334 года — вновь при активной поддержке папской курии — Николай Фрауэнфельдский был выбран предстоятелем констанцской епархии (подтверждён папой 13.04.1334). И в этот раз не обошлось без острого соперничества про-папской и про-императорской партий, причём конфликт вылился в открытую форму. Настроенное лояльно к императору меньшинство капитула избрало епископом Альбрехта II фон Хоэнберга (нем. Albrecht II von Hohenberg, †1359), сына Роберта фон Хоэнберга — близкого родственника Габсбургов, и сторонника Людвига IV, попытавшегося с помощью оружия отстоять свою позицию. Николаю Фрауэнбергскому, однако, удалось предпринять ряд приготовительных мер, и укрыться в епископском замке в Мерсбурге. 14-недельная осада замка, с мая до конца августа 1334 года, при участии верных императору отрядов и ряда имперских городов Швабии, не дала результата, даже несмотря на применение пушек (вероятно, в первый раз на территории Германии). При посредничестве австрийского герцога Отто спор был улажен в пользу Николая Фрауэнфельдского, в 1335 году принявшего посвящение в сан.
В качестве епископа и имперского князя, Николай Фрауэнфельдский и в дальнейшем оставался близок Габсбургам, что позволило ему отказаться от принятия епископских регалий из рук Людвига IV, и не следовать требованию последнего о прекращении интердикта, что, однако, было болезненной темой в отношениях с городским советом Констанца, также, как и император, желавшего скорейшего возобновления общественных богослужений и причастия. С 1336 года он был наместником австрийских герцогов в их владениях в Швабии и в Эльзасе, и в этом статусе участвовал не только в борьбе Габсбургов с богемским королём Иоанном за Каринтию и Южный Тироль, но также способствовал заключению мирного соглашения с Люцернским союзом.
Скончавшийся 24 июля 1344 года в епископском замке Кастель, Николай Фрауэнфельдский был похоронен в Констанцском мюнстере в могиле одного из своих предшественников Генриха фон Клингенберга.